# 오쓰카촌 (야마나시현)
오쓰카촌(大塚村)은 야마나시현 니시야쓰시로군에 있던 촌이다. 현재의 이치카와미사토정에 해당한다.

## 역사
- 1889년 7월 1일 - 정촌제 시행에 의해,근세이후의 오쓰카촌이 단독으로 지자체를 형성하였다.
- 1954년 9월 15일 - 우에노촌, 시모쿠이시키촌의 일부와 합병해 미타마정이 성립하여, 동일 오쓰카촌은 폐지되었다.
- 2005년 10월 1일 - 마타마정, 이치카와다이몬정과 합병해 이치카와미사토정이 성립하였다.

## 교통

### 철도
현재는 구촌에 일본국유철도 미노부선이 지나가지만 역은 소재하지 않았다.

## 참고문헌
- 角川日本地名大辞典 19 山梨県